# Tailot
Tailot är en ö i Finland. Den ligger i Norra kvarken och i kommunen Vörå i den ekonomiska regionen  Vasa i landskapet Österbotten, i den västra delen av landet. Ön ligger omkring 27 kilometer nordöst om Vasa och omkring 380 kilometer norr om Helsingfors.
Öns area är 1,43 kvadratkilometer och dess största längd är 1,7 kilometer i sydväst-nordöstlig riktning. Ön höjer sig omkring 10 meter över havsytan. I omgivningarna runt Tailot växer i huvudsak blandskog.